# Kristin Kreuk

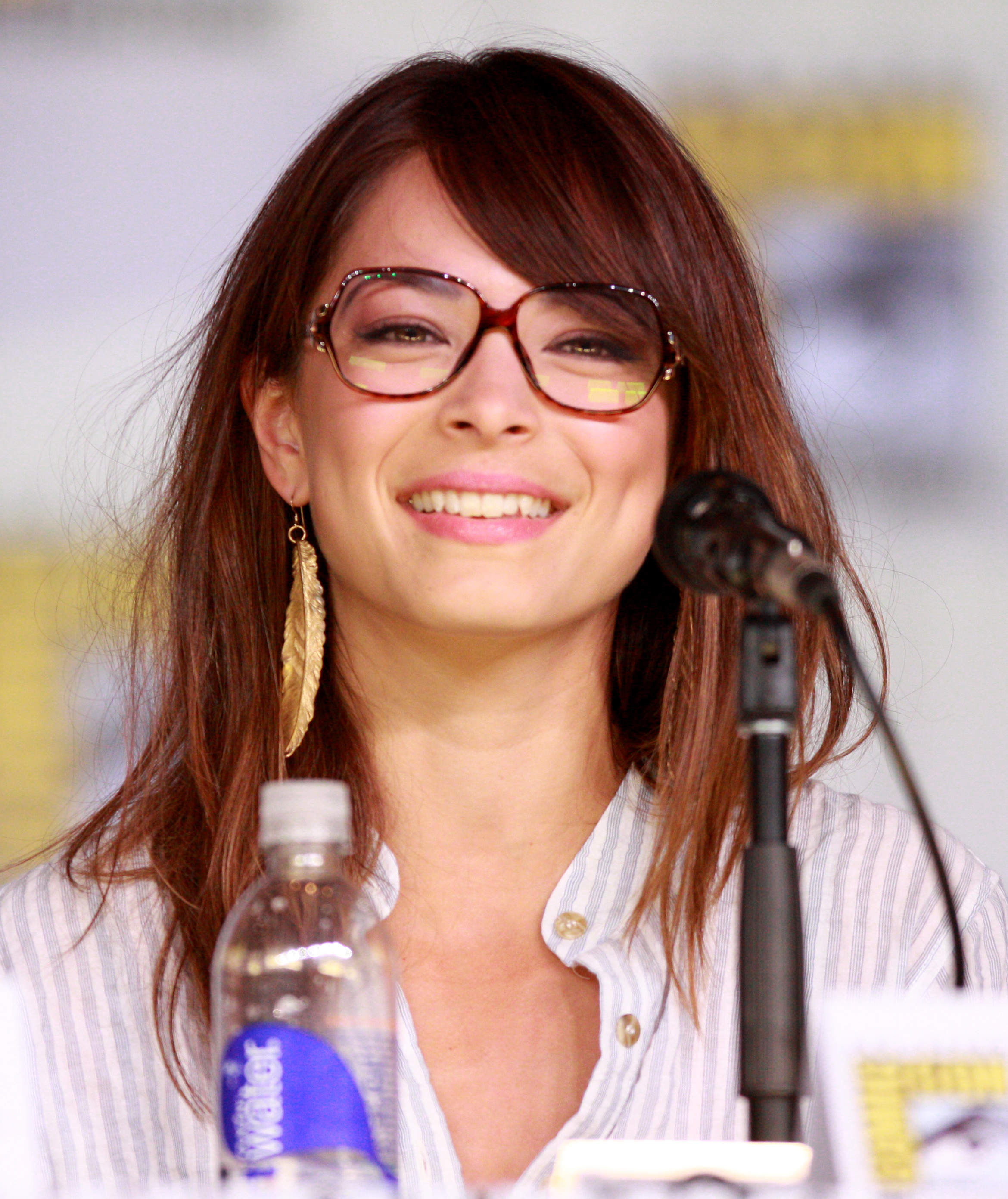
Kristin Kreuk (2013)

Kristin Laura Kreuk (ur. 30 grudnia 1982 w Vancouver) –  kanadyjska aktorka, która wystąpiła m.in. w roli Lany Lang w serialu Tajemnice Smallville. Zagrała rolę Tirzah w filmie Ben Hur z 2010 roku.
Jej ojciec, Peter Kreuk, jest z pochodzenia Holendrem, a matka, Denny Che, ma korzenie chińsko-indonezyjskie. Aktorka pojawiła się w wielu reklamach; została „twarzą Neutrogeny”.

## Filmografia
- 2001: Królewna Śnieżka (Snow White) jako Królewna Śnieżka
- 2001–2009: Tajemnice Smallville (Smallville) jako Lana Lang
- 2001–2005: Edgemont jako Laurel Young
- 2004: Ziemiomorze (Legend of Earthsea) jako Tenar
- 2004: Eurotrip (EuroTrip) jako Fiona
- 2007: Odrzuceni (Partition) jako Naseem
- 2009: Street Fighter: Legenda Chun-Li (Street Fighter: The Legend of Chun-Li) jako Chun-Li
- 2009-2010: Chuck jako Hannah
- 2010: Ben Hur jako Tirzah
- 2011: Wampir (Vampire) jako Maria Lucas
- 2011: Ecstasy jako Heather Thompson
- 2012: Space Milkshake jako Tilda
- 2012–2016: Piękna i Bestia (Beauty and the Beast) jako Catherine Chandler
- 2018–2021: Ciężar prawdy (Burden of Truth) jako Joanna Hanley
- 2021: Ghostwriter jako Sarah Weaving
- 2022: Reacher jako Charlene 'Charlie' Hubble

## Nagrody i nominacje
- 2002: Smallville - (nominacja) Saturn Award dla najlepszej aktorki w serialu lub filmie telewizyjnym
- 2003: Smallville - (nominacja) Saturn Award dla najlepszej aktorki w serialu lub filmie telewizyjnym
- 2003: Smallville - (nominacja) Teen Choice Award dla najlepszej aktorki w serialu akcji lub przygodowym
- 2004: Smallville - (nominacja) Teen Choice Award dla najlepszej aktorki w serialu akcji lub przygodowym
- 2004: Smallville - (nominacja) Saturn Award dla najlepszej aktorki w serialu lub filmie telewizyjnym
- 2005: Smallville - (nominacja) Saturn Award dla najlepszej aktorki w serialu lub filmie telewizyjnym
- 2006: Smallville - (nominacja) Saturn Award dla najlepszej aktorki w serialu lub filmie telewizyjnym
- 2006: Smallville - (nominacja) Teen Choice Award dla najlepszej aktorki w serialu telewizyjnym